# Glutén

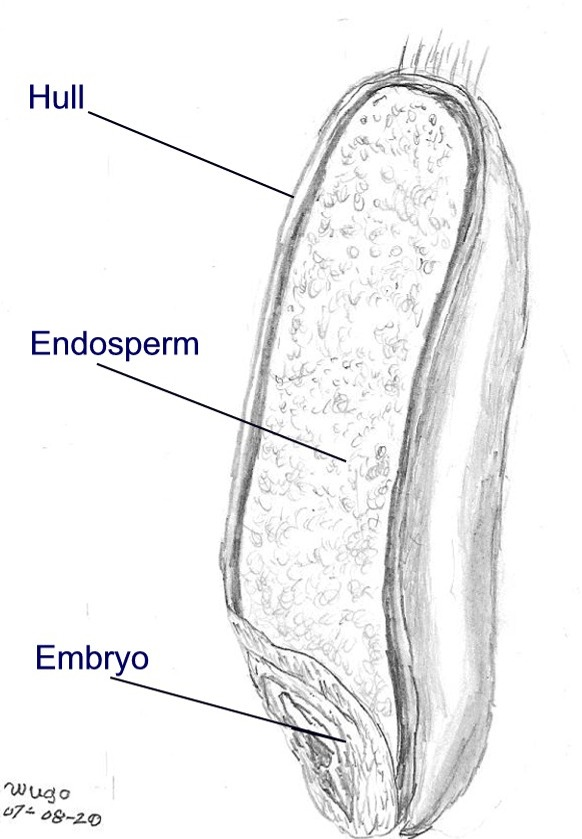
Búzaszem keresztmetszete -- jól látható az endospermium és az embrió

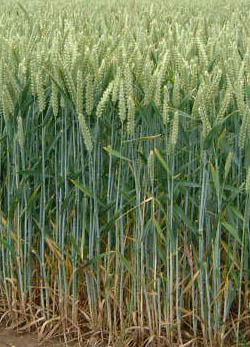
Búza – a fő gluténforrás

A glutén (hivatalos szakkifejezéssel a sikér) két fehérje, a gliadin és a glutenin keveréke. A búza, a rozs és az árpa magjainak endospermiumában találhatók a keményítővel együtt. A gliadin és a glutenin a búzaszemek fehérjetartalmának kb. 80%-át teszi ki. Mivel vízben nem oldódnak, tisztíthatóak a keményítő kimosásával. 
Egyes emberek érzékenyek a gluténra (lisztérzékenység) és ezért nem fogyaszthatják, nekik gluténmentes étrendet kell követniük, beleértve a gyógyszereket is, hiszen számos gyógyszer tartalmazhat búzakeményítőt. segédanyagként, ami szintén problémát okozhat a gluténérzékenyek számára.